# Clandestine (album de Brooklyn)
Pour les articles homonymes, voir Clandestine.
Clandestine est l'unique album du groupe français Brooklyn. Tous les titres ont été enregistrés et mixés au Studio Vega à Carpentras en trois semaines, au mois de mai 2007 par Clive Martin. L'album a été masterisé par Alan Ward à l'Electric City Mastering à Bruxelles. La sortie de l'album a d'abord eu lieu au Japon le 14 mai 2008 puis au Royaume-Uni le 12 juillet 2008, et en France le 13 octobre 2008 (initialement prévue pour le 6 octobre). L'import japonais est vendu avec un DVD du clip Volcanology, contient deux titres bonus et la pochette n'est pas la même que pour l'édition anglaise et française. Il existe une version alternative des titres Clandestine et Heart Lies, qui ont été enregistrés en 2006 par Yarol Poupaud et qui sont présents sur la compilation Paris Calling. Un maxi 45t en tirage limité et numéroté du titre Volcanology et son remix par Talk Machine est sorti sur le label anglais Ctrl-Alt-Del Records. Des clips promotionnels ont été réalisés pour Clandestine et Volcanology, respectivement par Pierre-Maxime Mory (Sleepless Production) et Noé Weil & Camille Lebourges (Générique Productions). 

## Liste des titres
1. Clandestine -2:54
2. Heart Lies -2:57
3. Volcanology -3:34
4. Only Changing -3:41
5. Stay Around -2:37
6. Lonely Days -3:02
7. From Tomorrow -3:26
8. A Car & A Tree -4:17
9. Flowers For The Dead -3:59
10. Goodbye London -3:18
11. Many Times -3:41
12. Clean -11:11

1. Clandestine -2:54
2. Heart Lies -2:57
3. Volcanology -3:34
4. Only Changing -3:41
5. Stay Around -2:37
6. Lonely Days -3:02
7. From Tomorrow -3:26
8. A Car & A Tree -4:17
9. Flowers For The Dead -3:59
10. Goodbye London -3:18
11. Many Times -3:41
12. Clean -11:11
13. Blame Mexico -3:29
14. Country House -2:54

## Musiciens
- Ben Ellis : Chant, guitare électrique, guitare acoustique
- Jane Lane : Basse, chœurs
- Bertrand Lacombe : Guitare électrique, claviers, piano, chœurs
- Léo Colson : Batterie, percussions